# Erland von Koch
Sigurd Christian Erland von Koch (ur. 26 kwietnia 1910 w Sztokholmie, zm. 31 stycznia 2009 tamże) – szwedzki kompozytor.

## Życiorys
Był synem kompozytora Sigurda von Kocha. Studiował w konserwatorium w Sztokholmie (1931–1935). W latach 1936–1938 przebywał w Niemczech, gdzie uczył się u Clemensa Kraussa, Walthera Gmeindla, Claudia Arraua i Paula Höffera. Od 1943 do 1945 roku pracował jako inżynier dźwięku w szwedzkim radio. Wykładał w sztokholmskiej szkole muzycznej Wohlfarta (1939–1953). Od 1953 roku uczył w Musikhögskolan. Od 1947 do 1963 roku należał do związku kompozytorów szwedzkich. W 1957 roku został członkiem Królewskiej Akademii Muzycznej.
Tworzył w stylu neoklasycznym, wykorzystywał poddane wariacyjnym i polifonicznym przekształceniom elementy szwedzkiej muzyki ludowej.

## Wybrane kompozycje
(na podstawie materiałów źródłowych)

### Utwory orkiestrowe
- Mała Suita na orkiestrę kameralną lub orkiestrę smyczkową (1932)
- 3 koncerty fortepianowe (I 1936, II 1962, III 1970)
- 2 koncerty skrzypcowe (I 1937, II 1979–1980)
- 6 symfonii (I 1938, II 1944, III 1948, IV 1952–1953 zrewid. 1962, V 1976–1977, VI 1991–1992)
- Suita wiejska na smyczki (1945)
- Koncert na altówkę i orkiestrę (1945, wersja zrewid. 1966)
- Sinfonietta (1949)
- Triptychon na skrzypce i orkiestrę (1949)
- Arkipelag (1950)
- Musica intima na smyczki (1950, wersja zrewid. 1965)
- Koncert na wiolonczelę i orkiestrę (1951)
- Musica malinconica na smyczki (1952)
- Muzyka koncertowa (1955)
- Koncert na małą orkiestrę (1955)
- Oxbergsvariationer (1956)
- Lapplandsmetamorfoser (1957)
- Dansrapsodi (1957)
- Koncert na saksofon i smyczki (1958)
- Concerto lirico na smyczki (1959)
- Concerto piccolo na saksofony sopranowe i altowe oraz smyczki (1962)
- Fantasia concertante na skrzypce i orkiestrę (1964)
- Impulsi (1964)
- Echi (1965)
- Ritmi (1966)
- Arioso e Furioso na smyczki (1967)
- Polska svedese (1968)
- Musica concertante na 8 instrumentów dętych, smyczki i perkusję (1969)
- Koncert podwójny na flet, klarnet i smyczki (1971)
- A Swede in New York (1973)
- Koncert na obój i smyczki (1978)
- Koncert na tubę i orkiestrę (1978)
- 4 Symphonic Myths (1982)
- Koncert na gitarę i orkiestrę (1983)
- Svenska danser 1–6 (1982–1983)
- Trombonia na puzon i smyczki (1983)
- Romanza na skrzypce i orkiestrę (1984)
- Serenade na kontrabas i smyczki (1985)
- Midvinterblot-Sommarsolstånd (1986–1987)
- Presto na smyczki i orkiestrę (1990)
- Whirl Dance (1991)
- Dalarondo (1993)
- Lamentoso (1994)
- Koncert na flet i orkiestrę (1998)
- Rondinato (1998)

### Utwory kameralne
- 7 kwartetów smyczkowych (I 1934, II 1944, III 1950, IV 1956 zrewid. 1959, V 1961, VI 1963, VII 1997)
- Larghetto na wiolonczelę lub altówkę i fortepian (1937, wersja zrewid. 1965)
- Berceuse na skrzypce i fortepian (1953)
- Sonatina semplice na skrzypce i fortepian (1960)
- Varianti virtuosi II na skrzypce i fortepian (1968)
- Quattro tempi na kwintet dęty (1968)
- Miniatures na kwartet saksofonowy (1970)
- Canto e danza na flet i gitarę (1975)
- Karaktarer na skrzypce i fortepian (1980)
- Auda na kwintet dęty blaszany (1981)
- Polysaxo na zespół saksofonów (1981)
- Tubania na puzon i fortepian (1983)
- Sonata na saksofon altowy (1985)
- Fantasia melodica na gitarę i kwintet dęty (1986–1989)
- Capricietto na flet i fortepian (1992)
- Sonata per tre na trio fortepianowe (1993)

### Utwory wokalno-instrumentalne
- Midsommardalen na baryton, chór i orkiestrę (1960–1961)
- Sängkarvall na baryton, chór męski i orkiestrę dętą (1972)
- Te Deum na chór i orkiestrę lub organy (1994–1995)

### Opery
- opera dziecięca Pelle svanslös (wyst. Göteborg 1949, wersja zrewid. 1966)

### Balety
- Askungen (1942)
- Samson and Delila (1963, wersja zrewid. 1972)